# Batalion Podchorążych Rezerwy Piechoty Nr 7

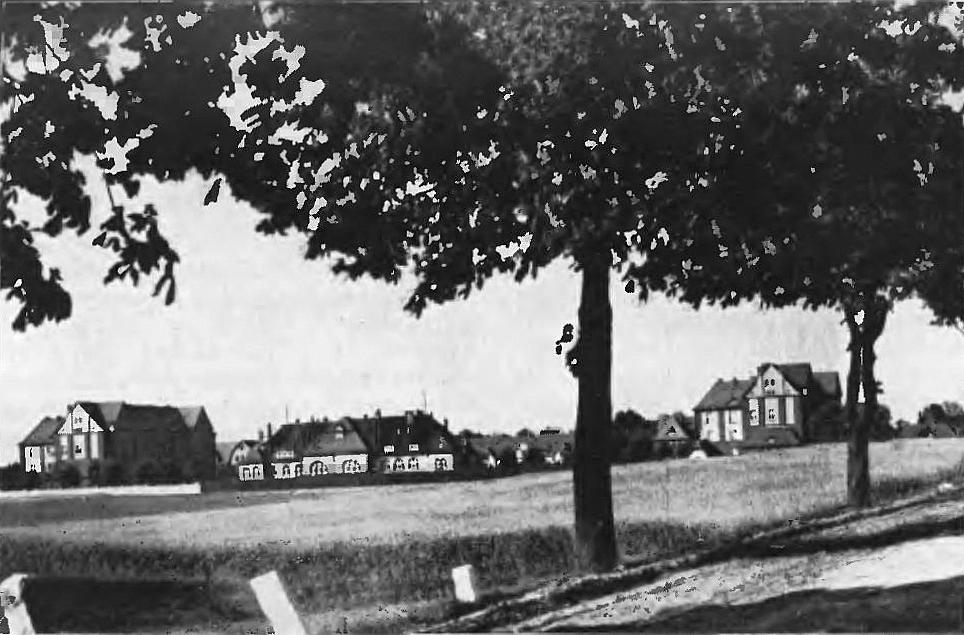
Koszary w Śremie (widok od strony Nochowa przed 1931)

Batalion Podchorążych Rezerwy Piechoty Nr 7 – pododdział piechoty Wojska Polskiego II RP przeznaczony do szkolenia kandydatów na oficerów piechoty rezerwy.

## Historia batalionu
W listopadzie 1919, w ówczesnym Ostrowiu Łomżyńskim (obecnie Ostrów Mazowiecka), zorganizowany został Lotny Batalion Instruktorski. Po zakończeniu sześciomiesięcznego szkolenia część oficerów i podoficerów przeniesiona została do Biedruska, jako kadra instruktorska Kompanii Podoficerów Nr 7. W listopadzie 1920, w trakcie II kursu, kompania przeniesiona została do Inowrocławia i przemianowana na Okręgową Szkołę Podoficerską Nr 7. W dniach 10-14 stycznia 1921 szkoła przemaszerowała do Śremu, swego nowego garnizonu, a w lipcu tego została zlikwidowana. Dzięki staraniom dowódcy szkoły i przychylnemu stanowisku dowódcy Okręgu Generalnego „Poznań”, w miejsce dotychczasowej szkoły, zorganizowany został nieetatowy pododdział – Wielkopolski Baon Szkolny Piechoty. 1 kwietnia 1922 przy batalionie zorganizowana została kompania aspirantów oficerskich, wkrótce przemianowana na klasę podchorążych, a po czterech tygodniach przekształcona w Szkołę Podchorążych Rezerwy Piechoty przy Wielkopolskim Baonie Szkolnym Piechoty. 23 grudnia 1922 zakończony został II kurs podchorążych rezerwy piechoty. 30 września 1923 jednostka przeformowana została na nowy etat i przemianowana na Baon Szkolny Piechoty O.K. VII, początkowo w składzie dwóch kompanii szkolnych piechoty: podchorążych i podoficerów. W lipcu 1927 zlikwidowana została kompania szkolna podoficerów piechoty, a batalion przeformowany w Szkołę Podchorążych Rezerwy Piechoty Nr 7.
9 sierpnia 1928 minister spraw wojskowych marszałek Józef Piłsudski rozkazem G. M. 13815 I. zatwierdził wzór i regulamin odznaki pamiątkowej Szkoły Podchorążych Rezerwy Piechoty Nr 7.
W 1928 szkoła przemianowana została na Batalion Podchorążych Rezerwy Piechoty Nr 7, który pod względem organizacyjnym i wyszkolenia podporządkowany został dowódcy 17 Dywizji Piechoty, a pod względem administracyjnym dowódcy 68 Pułku Piechoty z Wrześni. 1 lipca 1928 rozpoczęto szkolenie słuchaczy IX Kursu. Po zakończeniu szkolenia podstawowego, słuchacze zorganizowani zostali w cztery kompanie strzeleckie i jedną kompanię karabinów maszynowych.
28 czerwca 1931 w Śremie odbyło się uroczyste odsłonięcie pomnika Pierwszego Marszałka Polski Józefa Piłsudskiego, który powstał z inicjatywy dowódcy batalionu i słuchaczy XI Kursu Podchorążych, a zaprojektowany został przez kaprala z cenzusem inżyniera Stanisława Jańca. W 1932, w miejsce baonu, przybyła z Grudziądza Szkoła Podoficerów Piechoty dla Małoletnich Nr 2.

## Kadra batalionu
Dowódcy baonu
- kpt. Bohdan Jernajczyk z 57 pp (1921-1923)
- mjr Stanisław Siuda z 56 pp (cz.p.o. od 18 III 1923)
- mjr Edward Banaszak z 55 pp (od 10 V 1923)
- ppłk Wilhelm Popelka z 84 pp (od 30 VII 1928)

Zastępca dowódcy
- mjr piech. Edward Żórawski (VII 1928 – I 1930)
- kpt. / mjr Kazimierz Derkacz (od 1930)[5]

## Podchorążowie
- Lucjan Fajer
- Adam Felczyński (XI Kurs)
- Aleksander Sałacki